# Качура, Александр Анатольевич
Александр Анатольевич Качура (укр. Олександр Анатолійович Качура; род. 18 августа 1990 года, Конотоп, Сумская область) — украинский адвокат, государственный деятель, политик, народный депутат Украины IX созыва, кандидат юридических наук (2016).
Член фракции партии «Слуга народа» в Верховной Раде Украины. Заместитель председателя Комитета по вопросам организации государственной власти, местного самоуправления, регионального развития и градостроительства в Верховной Раде Украины IX созыва (с 29 августа 2019), заместитель члена Постоянной делегации в Парламентской ассамблее Организации по безопасности и сотрудничеству в Европе. Член Национальной ассоциации адвокатов Украины и Ассоциации юристов Украины.

## Образование
Имеет три высших образования, является кандидатом юридических наук.
2012 — окончил Международный университет финансов («Международный менеджмент управления»).
2013 — окончил с отличием Национальный технический университет Украины «Киевский политехнический институт» («Правоведение»).
2013—2016 — учился в аспирантуре Национального технического университета Украины «Киевский политехнический институт имени Игоря Сикорского». Отчислен из аспирантуры в связи с досрочной защитой диссертации.
2015 — окончил Киевский университет им. Шевченко (философский факультет, политология).
2015 — стажировка в парламенте Кипра.
2016 — получил степень кандидата юридических наук, защитив диссертацию кандидата юридических наук (специальность 12.00.07) в Научно-исследовательском институте информатики и права НАН Украины.

## Деятельность
В 2008 году начал свою трудовую деятельность в должности слесаря.
В 2008 возглавил Всеукраинскую молодёжную общественную организацию «Объединенная молодежь Украины».
С 2009 года работал в юридической сфере и начал частную юридическую практику.
В 2012 году основал собственную адвокатскую фирму, которая в 2017 году получила новое название «Kachura Lawyers». В рейтинге юридических компаний за 2018 это объединение вошло в список лидеров юридического рынка Украины.
Участник Революции достоинства. В начале военного конфликта на востоке Украины как волонтер помогал добровольческим батальонам.
До избрания народным депутатом Украины входил в экспертный совет ВРУ VIII созыва по вопросам внесения изменений в Уголовно-процессуальный кодекс Украины. Основная цель — наработка изменений, позволяющих защитить бизнес от незаконных действий правоохранительных органов на стадии ведения досудебного расследования. Также был членом общественного совета при Министерстве юстиции Украины.
До вступления в должность народного депутата был адвокатом Президента Украины Владимира Зеленского, партии «Слуга народа» и компании «Квартал 95». Адвокатская фирма «Kachura Lawyers» представляла интересы артиста Олега Винника, «RS music», бизнесмена и мэра Глухова Мишеля Терещенко, певца DZIDZIO, экс-министра обороны Анатолия Гриценко и других. В марте 2019-го адвокатское бюро Kachura Lawyers выиграло дело о запрете сериала «Сваты» в интересах Студии «Квартал 95».
С 29 августа 2019 — народный депутат Украины IX созыва. Заместитель председателя Комитета ВРУ по вопросам организации государственной власти, местного самоуправления, регионального развития и градостроительства, заместитель члена Постоянной делегации в Парламентской ассамблее ОБСЕ.
12 декабря 2019 вошел в состав межфракционного объединения «Гуманная страна», созданного по инициативе UAnimals для популяризации гуманистических ценностей и защиты животных от жестокости.
Сопредседатель группы по межпарламентским связям с Республикой Сингапур. Председатель Крымской республиканской организации партии «Слуга народа».
По оценкам экспертов является одним из самых перспективных политиков Украины. Занял 25 место в рейтинге 100 самых перспективных украинских политиков 2021.

## Награды
«Адвокат года 2018» — Ассоциация адвокатов признала Александра Качура лучшим адвокатом Украины в 2018 году.

## Семья
Отец: Анатолий Михайлович Качура (род. 4 августа 1954) — пенсионер.
Мать: Тамара Алексеевна Качура (род. 3 февраля 1957) — пенсионер.
Жена: Екатерина Александровна Качура (род. 6 декабря 1992) — частный предприниматель, телеведущая.
Дочь: Злата Качура (род. 29 октября 2019).
Сестра: Качура Оксана (род. 27 февраля 1978).

## Дополнительная информация
В 2019 году принял участие в кросс-континентальном заплыве из Азии в Европу через пролив Босфор. Преодолев 6500 метров получил статус трансконтинентального пловца.

## Публикации
- Качура Александр Анатольевич. Административные процедуры государственной регистрации: Автореф. дис. … канд. юрид. наук: 12.00.07 / Качура Александр Анатольевич; Нац. акад. прав. наук Украины, НИИ информатики и права. — Киев, 2016. — 20 с.
- Качура А. Основные критерии классификации административных процедур государственной регистрации / А. Качура // Evropsky politicky a pravni diskurz. — 2014. — Vol. 1, Iss. 6. — С. 502—511.
- Процедуры административной регистрации: сравнительно-правовая характеристика / А. Качура // Evropsky politicky a pravni diskurz. — 2015. — Vol. 2, Iss. 2. — С. 252—256.
- Административные процедуры государственной регистрации юридических лиц и субъектов без статуса юридического лица в контексте новой редакции Закона Украины «О государственной регистрации юридических лиц, физических лиц — предпринимателей и общественных формирований» / А. Качура // Evropsky politicky a pravni diskurz. — 2016. — Vol. 3, Iss. 4. — С. 212—218.
- Качура А. А. Понятие, сущность государственного регулирования и надзора в сфере предотвращения и противодействия легализации (отмыванию) доходов, полученных преступным путем, или финансированию терроризма / А. А. Качура // Вестн. Нац. техн. ун-та Украины «КПИ». Политология. Социология. Право. — 2014. — № 1. — С. 101—107.